# Groszki (województwo łódzkie)
Groszki – wieś w Polsce położona w województwie łódzkim, w powiecie kutnowskim, w gminie Bedlno. Sołectwo leży w zachodniej części gminy przy drodze krajowej nr 92  oraz linii kolejowej relacji Kutno-Łowicz-Warszawa. W latach 1975–1998 miejscowość administracyjnie należała do województwa płockiego.